# Finlandia en los Juegos Paralímpicos de Tel Aviv 1968
Finlandia estuvo representada en los Juegos Paralímpicos de Tel Aviv 1968 por dos deportistas masculinos. El equipo paralímpico finlandés no obtuvo ninguna medalla en estos Juegos.